# جان جاك غولدمان
جان-جاك غولدمان (بالفرنسية: Jean-Jacques Goldman) (ولد في 11 أكتوبرسنة 1951)،في العاصمة الفرنسية باريس لأسرة فرنسية من أصل يهودي .ويعتبر مغن
ذو شهرة عالمية بدأ الغناء في السبعينات حيث أسس فرقة ثلاثية شهيرة مع Carole Fredericks وMichael Jones وعرفت باسم Fredericks Goldman Jones.
له أغان شهيرة مثل Envole-moi وÀ nos actes manqués وJe te donne وLa vie par procuration وNé en 17 à Leidenstadt. مشهور أيضا بتعاونه مع فنانين كبار يغنون أغانيه مثل سيلين ديون وفرنسيس كابرل. مشهور جدا في العالم العربي من وراء أغنيته Aïcha ويؤدي الأغنية مغني الراي الشاب خالد. حصل على جائزة غرامي الأميركية المرموقة. عام 2012، أصدرت مجموعة من المغنين إسطوانة تريمية خاصة بعنوان Génération Goldman حيث يؤدون 14 أغنية من أشهر أغاني غولدمان.

## روابط خارجية
- جان جاك غولدمان على موقع IMDb (الإنجليزية)
- جان جاك غولدمان على موقع ألو سيني (الفرنسية)
- جان جاك غولدمان على موقع ميوزك برينز (الإنجليزية)
- جان جاك غولدمان على موقع أول ميوزيك (الإنجليزية)
- جان جاك غولدمان على موقع ديسكوغز (الإنجليزية)
- جان جاك غولدمان على موقع قاعدة بيانات الفيلم (الإنجليزية)